# You Make Me Sick
You Make Me Sick è un brano cantato da Pink e scritto da Brainz Dimilo, Anthony President, Mark Tabb. È stato il terzo ed ultimo singolo estratto dal suo album di debutto Can't Take Me Home.
La copertina del cd singolo è un omaggio alla copertina del disco di Madonna Who's That Girl.

## Video musicale
Il video, il terzo diretto da Dave Meyers dopo There You Go e Most Girls, è stato filmato nel novembre 2000. È stato presentato in anteprima l'11 dicembre 2000.

## Tracce
1. You Make Me Sick (Radio Mix)
2. You Make Me Sick (El B Remix)
3. You Make Me Sick (Dub Conspiracy Remix)
4. You Make Me Sick (Album Version)
5. You Make Me Sick (Instrumental)

## Classifiche
| Classifica (2000/01)     | Posizione massima |
| ------------------------ | ----------------- |
| Australia                | 25                |
| Germania                 | 88                |
| Regno Unito              | 9                 |
| Stati Uniti              | 33                |
| Stati Uniti (dance club) | 23                |
| Stati Uniti (pop)        | 12                |
| Stati Uniti (rhythmic)   | 16                |